# Marsdenia oblanceolata
Marsdenia oblanceolata är en oleanderväxtart som först beskrevs av William Bertram Turrill, och fick sitt nu gällande namn av R. Omlor. Marsdenia oblanceolata ingår i släktet Marsdenia och familjen oleanderväxter. Inga underarter finns listade i Catalogue of Life.